# Unrest (Erlend Øye)
Unrest è il primo album solista di Erlend Øye, cantante dei The Whitest Boy Alive e dei Kings of Convenience, pubblicato nel 2003. 
Nel disco si riscopre un nuovo stile musicale, che si diversifica parecchio dall'indie, il genere predominante nei gruppi elencati precedentemente. 
Il cantante norvegese crea infatti un nuovo stile, prestando la sua voce solista a diversi dj. 
I dieci brani sono tutti in stile techno remix ed ognuno è stato registrato in una città differente con un diverso produttore.

## Tracce
1. Ghost trains (Morgan Geist - New York) - 4.19
2. Sheltered life (Soviet - Shelton, Connecticut) - 4.20
3. Sudden rush (Kompis - Uddevalla) - 3.24
4. Prego amore (Jolly Music - Roma) - 3.55
5. Every party has a winner and a loser (Perfuse 73 - Barcellona) - 4.35
6. The athlete (Minizza - Rennes) - 3.39
7. Symptom of disease (Mr. Velcro Fastener - Turku) - 4.56
8. The talk  (Björn Torske - Bergen) - 3.09
9. A while ago and recently (Kilogram - Helsinki) - 7.01
10. Like gold (Schneider TM - Berlino) - 4.22